# Siat (agro-industrieel bedrijf)
Siat, kort voor Société d'Investissement pour l'Agriculture Tropicale (Investeringsbedrijf voor tropische landbouw) is een Belgisch bedrijf dat deels in handen is van het Chinees staatsbedrijf Sinochem.
Siat investeert en beheert agro-industriële projecten in de regio rond de tropen. Anno 2020 is het actief in België (tuinbouw), Nigeria (palmolie en rubber), Ghana (palmolie), Gabon (rubber), Ivoorkust (rubber) en Cambodja (rubber). Het hoofdkantoor bevindt zich in Zaventem.
Het bedrijf is in handen van de familie Vandebeeck maar in 2012 nam het Chinese staatsbedrijf Sinochem International een participatie van 35 % in SIAT.